# Кардиналы-выборщики на Конклаве 1700 года
| Страна                       | Количество выборщиков |
| ---------------------------- | --------------------- |
| Итальянские государства      | 50                    |
| Франция                      | 9                     |
| Испания                      | 3                     |
| Священная Римская империя    | 2                     |
| Португалия и Речь Посполитая | 1                     |

Следующие кардиналы-выборщики участвовали в Папском Конклаве 1700 года. Список кардиналов-выборщиков приводятся по географическим регионам и в алфавитном порядке.
Пятьдесят семь из шестидесяти шести кардиналов приняли участие в окончательном голосовании. Французы наложили вето на избрание на папство кардинала Галеаццо Марескотти. Кардинал Джанфранческо Альбани был избран после того, как отклонил избрание в течение трёх дней. Он взял имя Климент XI. Он сменил Папу Иннокентия XII, который скончался 27 сентября 1700 года.
В Священной Коллегии кардиналов присутствовали следующие кардиналы-выборщики, назначенные:
- 1 — папой Иннокентием X;
- 3 — папой Климентом IX;
- 7 — папой Климентом X;
- 16 — папой Иннокентием XI;
- 14 — папой Александром VIII;
- 25 — папой Иннокентием XII.

## Римская Курия
1. Фердинандо д’Адда, апостольский легат в Болонье;
2. Джанфранческо Альбани, секретарь апостольских бреве (был избран папой римским и выбрал имя Климент XI);
3. Лоренцо Альтьери, кардинал-дьякон с титулярной диаконией Санта-Мария-ин-Аквиро;
4. Фульвио Асталли, апостольский легат в Ферраре;
5. Никколо Аччайоли, кардинал-епископ Фраскати;
6. Карло Барберини, кардинал-протопресвитер, префект Священной Конгрегации Пропаганды Веры, архипресвитер патриаршей Ватиканской базилики, префект Священной Конгрегации фабрики святого Петра;
7. Франческо Барберини младший, кардинал-дьякон с титулярной диаконией Сант-Анджело-ин-Пескерия;
8. Карло Бики, кардинал-дьякон с титулярной диаконией Сант-Агата-ин-Субурра;
9. Эммануэль-Теодоз де ла Тур д’Овернь де Буйон, кардинал-епископ Порто и Санта Руфина, вице-декан Коллегии кардиналов, великий раздатчик милостыни Франции;
10. Джованни Мария Габриэлли, O.Cist., кардинал-священник с титулярной церковью Санта-Пуденциана;
11. Винченцо Гримани, кардинал-дьякон с титулярной диаконией Сант-Эустакьо;
12. Франческо дель Джудиче, кардинал-священник с титулярной церковью Санта-Сабина;
13. Джузеппе Ренато Империали, префект Священной Конгрегации дисциплины монашествующих;
14. Гаспаре Карпенья, кардинал-епископ Сабины, префект Священной Конгрегации по делам епископов и монашествующих, генеральный викарий Рима, про-префект Священной Конгрегации обрядов, префект Священной Конгрегации церковного иммунитета;
15. Леандро Коллоредо, Orat., великий пенитенциарий;
16. Джамбаттиста Костагути, кардинал-священник с титулярной церковью Сант-Анастазия;
17. Галеаццо Марескотти, секретарь Верховной Священной Конгрегации Римской и Вселенской Инквизиции;
18. Франческо Мария Медичи, кардинал-дьякон с титулярной диаконией Санта-Мария-ин-Домника;
19. Джованни Франческо Негрони, кардинал-священник с титулярной церковью Санта-Мария-ин-Арачели;
20. Франческо Нерли младший, кардинал-священник с титулярной церковью Сан-Маттео-ин-Мерулана;
21. Энрико Норис, O.E.S.A., библиотекарь Святой Римской Церкви;
22. Луиджи Омодеи младший, кардинал-дьякон с титулярной диаконией Санта-Мария-ин-Портико-Кампителли;
23. Пьетро Оттобони, вице-канцлер Святой Римской Церкви;
24. Бенедетто Памфили, O.S.Io.Hieros, кардинал-протодьякон, архипресвитер патриаршей Латеранской базилики;
25. Бандино Панчиатичи, апостольский про-датарий;
26. Пьер Маттео Петруччи, Orat., кардинал-священник с титулярной церковью Сан-Марчелло;
27. Джузеппе Сакрипанте, префект Священной Конгрегации Тридентского Собора;
28. Андреа Сантакроче, кардинал-священник с титулярной церковью Санта-Мария-дель-Пополо;
29. Фабрицио Спада, государственный секретарь Святого Престола, архипресвитер патриаршей Либерийской базилики, префект Священной Конгрегации хорошего управления;
30. Сперелло Сперелли, кардинал-священник с титулярной церковью Сан-Джованни-а-Порта-Латина;
31. Джамбаттиста Спинола старший, кардинал-священник с титулярной церковью Санта-Мария-ин-Трастевере;
32. Джамбаттиста Спинола младший, камерленго;
33. Себастьяно Антонио Танара, кардинал-священник с титулярной церковью Санти-Куаттро-Коронати;
34. Томмазо Мария Феррари, O.P., префект Священной Конгрегации Индекса;
35. Сезар д’Эстре, кардинал-епископ Альбано.

## Европа

### Итальянские государства
1. Джузеппе Аркинто, архиепископ Милана[1];
2. Марчелло д’Асте, архиепископ-епископ Анконы и Нуманы апостольский легат в Урбино;
3. Маркантонио Барбариго, архиепископ-епископ Монтефьясконе и Корнето;
4. Джакомо Бонкомпаньи, архиепископ Болоньи;
5. Таддео Луиджи даль Верме, епископ-архиепископ Имолы;
6. Даниэлло Марко Дельфино, архиепископ-епископ Брешии;
7. Марчелло Дураццо, архиепископ-епископ Фаэнцы;
8. Джакомо Кантельмо, архиепископ Неаполя, камерленго Священной Коллегии кардиналов;
9. Джорджо Корнаро, епископ Падуи;
10. Савио Миллини, архиепископ-епископ Непи и Сутри;
11. Якопо Антонио Мориджа, C.R.S.P., архиепископ Флоренции, архипресвитер патриаршей Либерийской базилики;
12. Винченцо Мария Орсини, O.P., архиепископ Беневенто;
13. Фабрицио Паолуччи, епископ-архиепископ Феррары;
14. Никколо Радуловик, архиепископ Кьети;
15. Джамбаттиста Рубини, епископ Виченцы;
16. Урбано Саккетти, епископ Витербо и Тосканелла (не участвовал в Конклаве);
17. Бальдассаре Ченчи старший, архиепископ Фермо.

### Франция
1. Анри Альбер де Ла Гранж д’Аркен, кардинал-дьякон с титулярной диаконией Сан-Никола-ин-Карчере;
2. Пьер де Бонзи, архиепископ Нарбонны (не участвовал в Конклаве);
3. Пьер-Арман дю Камбу де Куален, епископ Орлеана;
4. Этьен Ле Камю, епископ Гренобля;
5. Луи-Антуан де Ноай, архиепископ Парижа.
6. Туссен де Форбен-Жансон, епископ Бове;
7. Вильгельм Эгон фон Фюрстенберг, епископ Страсбурга (не участвовал в Конклаве).

### Испания
1. Франсиско Антонио де Борха-и-Сентельяс-и-Понсе де Леон, архидьякон Калатравы и каноник-пребендарий Толедо (не участвовал в Конклаве);
2. Педро де Саласар Гутьеррес де Толедо, O. de M., епископ Кордовы (не участвовал в Конклаве);
3. Луис Мануэль Фернандес де Портокарреро, кардинал-епископ Палестрины и архиепископ Толедо (не участвовал в Конклаве).

### Священная Римская империя
1. Леопольд Карл фон Коллонич, архиепископ Эстергома (не участвовал в Конклаве);
2. Иоганн Филипп фон Ламберг, князь-епископ Пассау.

### Португалия
1. Луиш де Соуза, архиепископ Лиссабона (не участвовал в Конклаве).

### Речь Посполитая
1. Августин Михал Стефан Радзиевский, архиепископ Гнезно и примас Польши (не участвовал в Конклаве).